# Marrakech Plaza
Marrakech Plaza est un grand centre commercial situé dans le quartier de Guéliz à Marrakech.

## Historique
Le complexe immobilier et commercial a ouvert ses portes officiellement, le 26 janvier 2007. L'architecture du complexe présente de nombreuses détails rappelant l'artisanat marocain. L'ensemble a nécessité un investissement global de 500 millions de dirhams.
Le Marrakech Plaza est un espace mixte dans lequel des logements de standing élevé côtoient des espaces bureaux, un parc de stationnement souterrain et un centre commercial ouvert. Le Marrakech Plaza abrite en outre le plus grand centre de bien-être et spa au Maroc.

## Situation
Le Marrakech Plaza se situe au croisement de l'avenue Mohammed V et de l'avenue Hassan II, en plein cœur du quartier de Guéliz. Il borde la place du 16 novembre, où se trouve notamment la grande poste de Marrakech.

## Enseignes
Boutiques :
- Zara (vêtements)
- Mango (entreprise)
- Promod
- Charles & Keith
- Aldo
- Lynx Optic
- Planet Sport
- Sport Plus
- Alain Afflelou
- Okaidi
- Tous
- Bee Fly

Cafés :
- Le Bistrot Romain
- Brasserie de Flore
- Le 16 Café
- The Queen

Centre de bien-être :
- Marrakech Plaza Spa & Fitness